# Esera Tuaolo
Esera Tavai Tuaolo (11 de julho de 1968), apelidado de "Mr. Aloha" é um ex-profissional norte-americano de futebol americano. Foi defensa da Liga Nacional de Futebol (NFL) por 10 anos.

## Inícios
Tuaolo, que é de ascendência samoana , nasceu em Honolulu, Havaí, e foi criado na pobreza duma exploração agrícola de banana familiar em Waimanalo. O seu pai morreu quando Tuaolo tinha dez anos de idade.

## Carreira no futebol
Jogou futebol americano universitário na Universidade do Estado de Oregon e foi membro da fraternidade Pi Kappa Alpha. Ganhou o Troféu Morris  em 1989, que é dado para o melhor atacante defensivo no Pac-10. Foi nomeado Pac-10 Conference First Team duas vezes e, como sénior, foi finalista do Lombardi Award e Outland Trophy.
Tuaolo, em seguida, teve uma carreira de sucesso como Defensive tackle na NFL durante nove anos, jogando para cinco equipas da NFL. Os Green Bay Packers o redigiram no Draft da NFL de 1991 na segunda rodada como a 35ª seleção geral. Jogou 20 jogos para o Green Bay Packers de 1991 a 1992, foi o primeiro novato na história dos Packer a iniciar todos os 16 jogos duma temporada, e foi membro da equipe de novatos de 1991. Tuaolo em seguida jogou 60 jogos para o Minnesota Vikings a partir de 1992 até 1996; 6 jogos para o Jacksonville Jaguars em 1997; 13 jogos para o Atlanta Falcons em 1998; e 12 jogos para o Carolina Panthers em 1999. Ele registou 134 tacleadas, 12 sacas e 1 intercetação e, em 1998, venceu o Campeonato NFC com os Falcons de Atlanta antes de perder no Super Bowl com os Denver Broncos. Durante o Super Bowl XXXIII, Tuaolo registou a última tacleada da lenda do futebol John Elway.

## Carreira na música
Tuaolo tem mantido uma carreira de cantor durante e depois do futebol. Enquanto que, com o Packers, por exemplo, Tuaolo uma vez cantou o Hino Nacional ainda en roupa desportiva antes de um jogo contra o Chicago Bears, e imediatamente depois começou o jogo. Ele já cantara o hino nacional em eventos desportivos profissionais, com as NFL, MLB, NHL, e nos jogos da NBA na cerimônia de abertura dos Gay Games VII, um evento quadrienal de estilo olímpico. Também lançou a sua própria música, como "Stronger" e "Another Broken Heart", o segundo com Lari Branco, e atuou em vários locais e eventos nos Estados Unidos e na Europa.

### The Voice
Em 2017, fez uma audição para a temporada 13 de The Voice, cantando "Rise Up" de Andra Day. Dois dos quatro juízes, Jennifer Hudson e Blake Shelton viraram a cadeira. Tuaolo escolheu estar na equipa Blake. Na rodada de batalha foi emparelhado com a concorrente da equipa Blake Rebecca Brunner, ambos cantando "This I Promise You" de NSYNC. O treinador Shelton escolheu Tuaolo para ir à rodada Knockouts.
Nos Knockouts, ele enfrentou Adam Cunningham. Tuaolo cantou "Superstar" de Delaney & Bonnie, famosa por The Carpenters e também famosa pela versão de Luther Vandross. O treinador Shelton optou por manter a Tuaolo na eliminatória, eliminando Cunningham da sua equipa.
Na edição de Playoffs em 13 de novembro de 2017, ele cantou "How do I Live" de LeAnn Rimes. Blake Shelton sendo forçado a escolher apenas três de sua equipa de seis finalistas, optou por excluir Tuaolo da sua final 3 eliminando assim Tuaolo da competição.

## Vida pessoal
Em 2002, tendo se aposentado dos desportos, Tuaolo anunciou ao público que ele é gay, saindo no Real Sports da HBO. Isso o tornou o terceiro ex-jogador da NFL a sair, depois de David Kopay e Roy Simmons.
Desde que saiu, Tuaolo tem sido um forte defensor da comunidade LGBT. Por exemplo, ele tem trabalhado com a NFL para combater a homofobia na liga e é um membro do conselho de Gay and Lesbian Athletics Foundation. Testemunhou no State Legislature Senate Judiciary Committee  em oposição a uma lei anti-casamento gay. Ele faz e fez aparições em vários programas de televisão, tais como The Oprah Winfrey Show, The Tyra Banks Show, e Good Morning America para conversar sobre o assunto e o combate à homofobia. A atual advocacia LGBT de Tuaolo implica principalmente falar em faculdades e corporações sobre a onipresença da homofobia e ajudar os líderes organizacionais a criar um ambiente justo e seguro para seus membros e funcionários..
Tuaolo também é autor. A sua autobiografia, Alone in the Trenches: My Life As a Gay Man in the NFL, foi lançada na primavera de 2006. (ISBN 1-4022-0923-1). Detalha a educação de Tuaolo e esclarece como as suas experiências com pobreza, sexualidade e futebol o moldaram.
Tuaolo foi detido por um incidente doméstico menor com o seu então namorado em junho de 2010, em North Oaks, Minnesota. Ele foi liberado com uma fiança de US $ 2.000 com uma data para se apresentar à justiça definida para agosto. Embora tenha surgido alguma cobertura da mídia, o fiscal rejeitou as acusações.
Tuaolo atualmente reside em Minneapolis, Minnesota, e tem gêmeos, Mitchell e Michele. Junto com sua advocacia e canto, ele faz trabalho filantrópico, cozinha profissionalmente e gera Hate in Any Form is Wrong, um programa anti-bullying.